# Calanthemis myops
Calanthemis myops es una especie de escarabajo longicornio del género Calanthemis, tribu Clytini, subfamilia Cerambycinae. Fue descrita científicamente por Thomson en 1864.

## Descripción
Mide 13 milímetros de longitud.

## Distribución
Se distribuye por Sudáfrica.